# Swan Hill
Swan Hill est une ville du nord ouest de l'État de Victoria, en Australie, sur la rive sud du fleuve Murray en aval de sa jonction avec la "Loddon". Elle compte 9 684 habitants en 2006.
Le nom de la ville est dû à l'explorateur Thomas Mitchell, qui le 28 juin 1836 avait dormi sur la colline et avait eu sa nuit perturbée par les nombreux cygnes vivant à proximité.
"Swan Hill" a donné son nom à une région viticole en bordure du Murray qui utilise l'eau du fleuve pour l'irrigation.
Avant l'arrivée des européens, la région était occupée par les aborigènes Wemba et Wati depuis 14 000 ans
En 1846 fut mise en service une barque à fond plat qui traversait le fleuve. C'était le seul point de traversée à 100 km à la ronde.
En 1853, Francis Cadell fut le premier européen à remonter le Murray depuis son embouchure jusqu'à Swan Hill où il arriva le 17 septembre avec un bateau à aubes, le "Lady Augusta". Ce fut le début d'une époque florissante pour le transport fluvial jusqu'à l'arrivée du train en mai 1890.
En 1896 fut mis en service le premier pont sur le Murray.
En 1914, Isaburo (Jo) Takasuka fit sa première récolte de riz dans une rizière proche de Swan Hill.